# Deutsche Cadre-71/2-Meisterschaft 2019/20

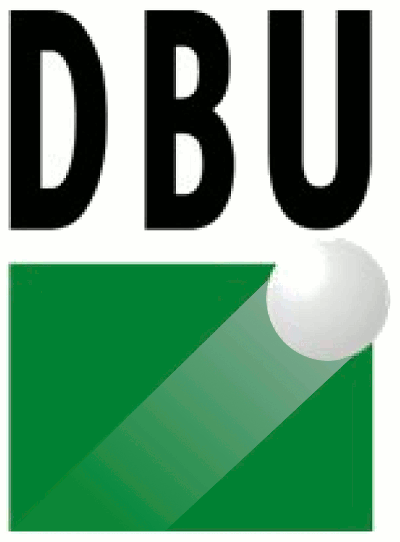
Logo DBU (ausrichtender Verband)

Veranstaltungsort: Bad Wildungen

Die Deutsche Cadre-71/2-Meisterschaft 2019/20 ist eine Billard-Turnierserie und fand am 8. November 2019 in Bad Wildungen zum 70. Mal statt.

## Geschichte
Überlegen gewann Sven Daske seinen vierten deutschen Meistertitel im Cadre 71/2. Im Match gegen Rekordsieger Thomas Nockemann, der nach dieser Meisterschaft seine aktive Laufbahn beendete, siegte er mit 150:4 in einer Aufnahme. Platz drei sicherte sich der Kemptner Dieter Steinberger.

## Modus
Gespielt wurde bis 150 Punkte.
Die Endplatzierung ergab sich aus folgenden Kriterien:
1. Matchpunkte
2. Generaldurchschnitt (GD)
3. Bester Einzeldurchschnitt (BED)
4. Höchstserie (HS)

## Teilnehmer (alphabetisch)
1. Thomas Nockemann (DBC Bochum) (Titelverteidiger)
2. Sven Daske (SCB Langendamm)
3. Manuel Orttmann (Erfurt)
4. Dieter Steinberger (BC Hilden)

## Turnierverlauf
| Name               | MP  | Pkte | Aufn. | ED    | HS |
| ------------------ | --- | ---- | ----- | ----- | -- |
| 1. Spielrunde      |     |      |       |       |    |
| Thomas Nockemann   | 0:2 | 146  | 13    | 11,23 | 69 |
| Dieter Steinberger | 2:0 | 150  | 13    | 11,53 | 59 |
| Sven Daske         | 2:0 | 150  | 7     | 21,42 | 62 |
| Manuel Orttmann    | 0:2 | 100  | 7     | 14,28 | 57 |

| Name               | MP  | Pkte | Aufn. | ED     | HS  |
| ------------------ | --- | ---- | ----- | ------ | --- |
| 2. Spielrunde      |     |      |       |        |     |
| Dieter Steinberger | 0:2 | 140  | 10    | 14,00  | 37  |
| Manuel Orttmann    | 2:0 | 150  | 10    | 15,00  | 44  |
| Sven Daske         | 2:0 | 150  | 1     | 150,00 | 150 |
| Thomas Nockemann   | 0:2 | 4    | 1     | 4,00   | 4   |

| Name               | MP  | Pkte | Aufn. | ED    | HS |
| ------------------ | --- | ---- | ----- | ----- | -- |
| 3. Spielrunde      |     |      |       |       |    |
| Sven Daske         | 2:0 | 150  | 5     | 30,00 | 56 |
| Dieter Steinberger | 0:2 | 139  | 5     | 27,80 | 56 |
| Thomas Nockemann   | 2:0 | 150  | 2     | 75,00 | 94 |
| Manuel Orttmann    | 0:2 | 33   | 2     | 16,50 | 27 |

## Abschlusstabelle
| MP    | Match Points (Sieger = 2; Unentschieden = 1; Verlierer = 0) |
| Pkte. | Erzielte Karambolagen                                       |
| Aufn. | Benötigte Versuche                                          |
| GD    | Generaldurchschnitt                                         |
| BED   | Bester Einzeldurchschnitt eines Spielers                    |
| HS    | Höchstserie                                                 |
|       | Bester GD des Turniers                                      |
|       | Bester ED des Turniers                                      |
|       | Beste HS des Turniers                                       |
|       | 1. Platz (Gold)                                             |
|       | 2. Platz (Silber)                                           |
|       | 3. Platz (Bronze)                                           |

| Klassement                 | Klassement         | Klassement | Klassement | Klassement | Klassement | Klassement | Klassement |
| Platz                      | Name               | MP         | Pkte.      | Aufn.      | GD         | BED        | HS         |
| -------------------------- | ------------------ | ---------- | ---------- | ---------- | ---------- | ---------- | ---------- |
| 1                          | Sven Daske         | 6:0        | 450        | 13         | 34,61      | 150,00     | 150        |
| 2                          | Thomas Nockemann   | 2:4        | 300        | 19         | 18,75      | 75,00      | 94         |
| 3                          | Dieter Steinberger | 2:4        | 429        | 28         | 15,32      | 11,53      | 59         |
| 4                          | Manuel Orttmann    | 2:4        | 283        | 19         | 14,89      | 15,00      | 57         |
| Turnierdurchschnitt: 19,23 |                    |            |            |            |            |            |            |